# STS-27
STS-27 est la troisième mission de la navette spatiale Atlantis réalisée en 1988, et la deuxième mission d'une navette spatiale américaine depuis la catastrophe de Challenger en 1986.

## Équipage
L’équipage est composé de cinq astronautes :
- Robert L. Gibson (3), commandant, États-Unis
- Guy S. Gardner (1), pilote, États-Unis
- Richard M. Mullane (2), spécialiste de mission 1, États-Unis
- Jerry L. Ross (2), spécialiste de mission 2, États-Unis
- William M. Shepherd (1), spécialiste de mission 3, États-Unis .

Le chiffre entre parenthèses indique le nombre de vols spatiaux effectués par l'astronaute au moment de la mission STS-27, en incluant celle-ci.

## Objectifs
La mission STS-27 est une mission totalement militaire, c'est-à-dire financée par le département de la défense.

## Paramètres de la mission
- Périgée : 437 km
- Apogée : 447 km
- Inclinaison : 57°
- Période : 93,4 min

## Charge utile
La charge utile est strictement confidentielle mais selon certaines sources, elle serait constituée d'un satellite d'observation radar baptisé Lacros/Vega 1.

## Déroulement

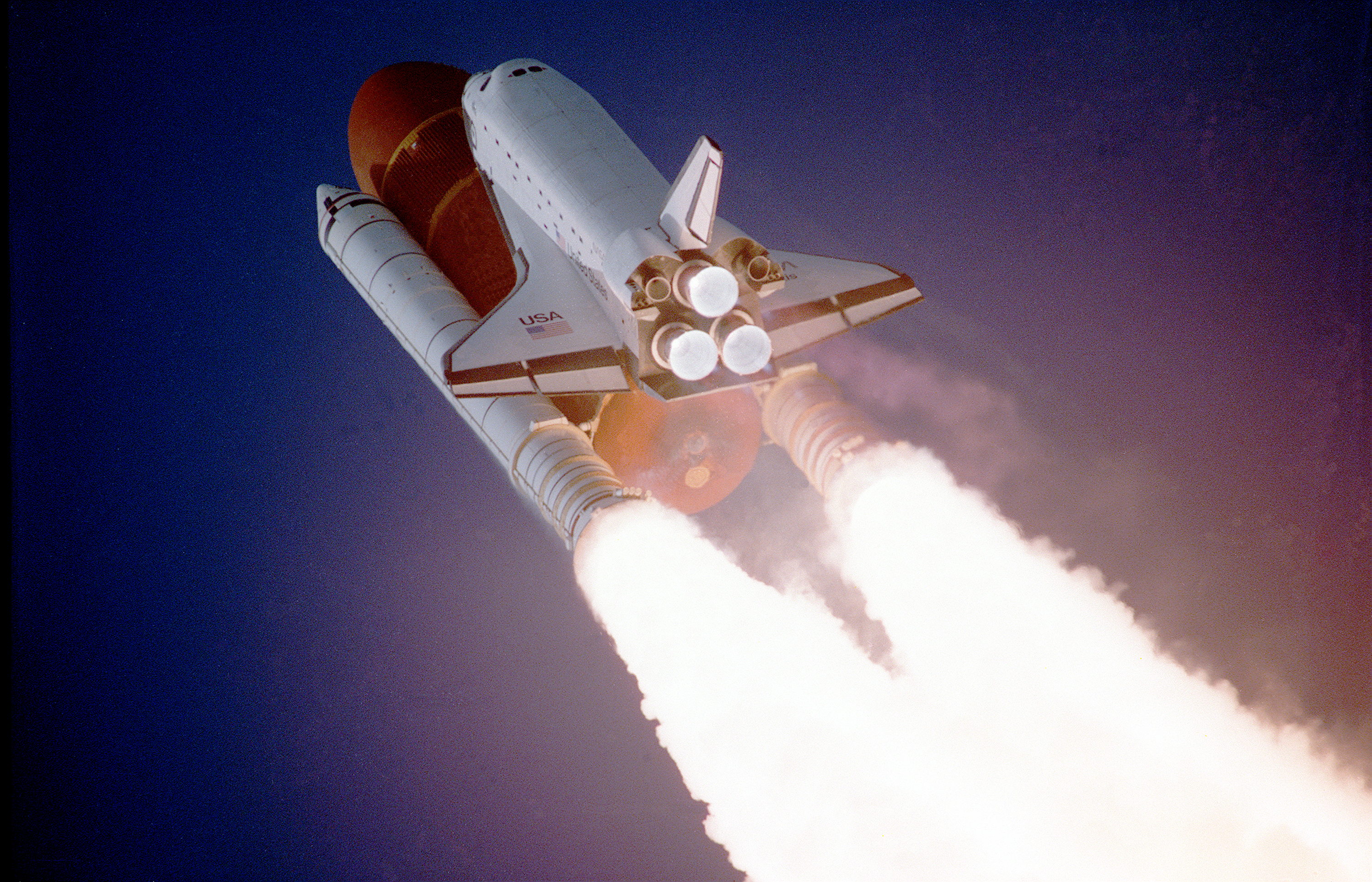
Décollage de la navette spatiale Atlantis pour la mission STS-27.

Le lancement est prévu le 1er décembre 1988 mais le Centre spatial Kennedy est sous une épaisse couche nuageuse et le lancement est reporté au lendemain. Le 2 décembre, Atlantis s'élance dans l'espace depuis le pas de tir 39B à 14 h 30 TU. Cette mission étant militaire et donc confidentielle, la suite du vol n'est pas connue. On suppose néanmoins que le satellite Lacros/Vega 1 s'est déployé avec succès. Le 6 décembre, Atlantis se pose sur la piste 17 de la base d'Edwards à 23 h 36 TU.

## Après vol
L'inspection de la navette après le vol montra qu'une tuile de la navette est manquante et que 175 autres sont abîmées à la suite de la perte d'un morceau d'isolant. 
Durant le décollage, les astronautes ont remarqué une matière blanche qui apparaissait à plusieurs reprises. À la suite de ces informations, l'équipage décide de réaliser une inspection des tuiles. STS-27 étant une mission confidentielle, les astronautes sont contraints d'utiliser une connexion chiffrée lente, obligeant la NASA à recevoir des images de basse qualité. La tuile manquante a donc été confondue avec des jeux de "lumières et ombres". Les ingénieurs de la NASA ont donc autorisé la rentrée atmosphérique. 
À ce jour, la navette spatiale Atlantis de la mission STS-27 est le véhicule spatial ayant réussi à revenir sur Terre avec le plus de dégâts à sa protection thermique. C'est un incident du même type qui causa la désintégration dans l'atmosphère de la navette spatiale Columbia durant la mission STS-107.
C'est le deuxième vol d'une navette spatiale américaine depuis la tragédie de Challenger et le deuxième vol de Jerry Ross, qui a réalisé sept vols spatiaux.